# قشر حرکتی اولیه
قشر حرکتی اولیه قسمتی از قشر مخ است که در جلوی شیار مرکزی قرار دارد و دارای نورون‌هایی است که در کنترل حرکت نقش دارند. اگر پژوهشگری قسمتی از سطح قشر حرکتی اولیه را با جریان برق کمی تحریک کند، بخش خاصی از بدن به حرکت در خواهد آمد. از آن جایی که نیمکره‌های مخ به هر یک از اندام‌های سمت مقابل اتصال دارند، تحریک قشر حرکتی اولیه در نیمکره راست، قسمتی از سمت چپ بدن و تحریک قشر حرکتی سمت چپ، سمت راست بدن را به حرکت در خواهد آورد. قشر حرکتی اولیه یکی از سه بخش قشر حرکتی بوده و وظیفه تنظیم حرکات بدن را بر عهده دارد.

## نگارخانه

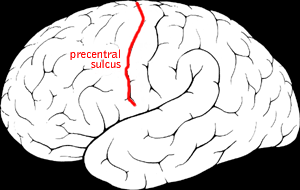
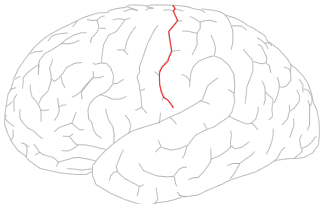
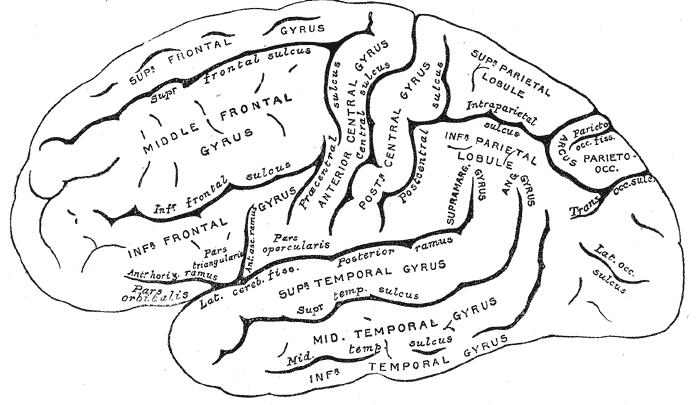
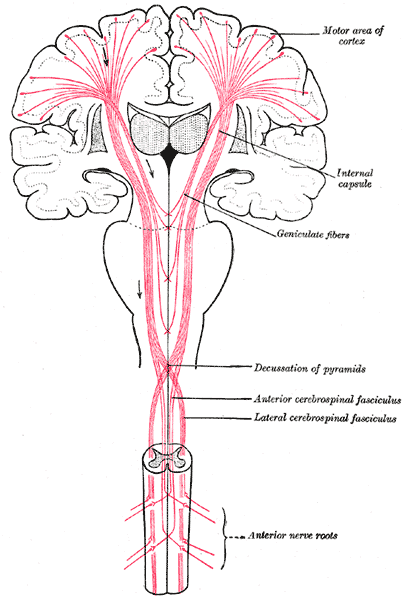